# Knaften
Knaften is een plaats in de gemeente Lycksele in het landschap Lapland en de provincie Västerbottens län in Zweden. De plaats heeft 123 inwoners (2005) en een oppervlakte van 32 hectare. De plaats wordt vrijwel geheel omringd door bossen.

## Verkeer en vervoer
Bij de plaats loopt de Länsväg 353.